# Вува
Ву́ва — река на Кольском полуострове Мурманской области России. По состоянию на 2017 год впадает непосредственно в Верхнетуломское водохранилище, а до его заполнения впадала непосредственно в реку Ноту в 33 км от её устья.

## Описание
Устье находится в юго-восточной части Верхнетуломского водохранилища, истоки — на южных склонах хребта Сальные тундры, гор Вуим, Элгорас, Тячвакш и Тиртший. Течёт с востока на запад по лесистой, холмистой, сильно заболоченной местности. Глубина окрестных болот — более 2 метров. Высота прилегающих сопок — 150—350 метров. Берега покрыты сосновым, сосново-берёзовым и елово-берёзовым лесами. Скорость течения реки — от 1 м/с у истоков, до 0,2 м/с ближе к устью.
До образования водохранилища река впадала в Ноту, длина Вувы была 75 километров, водосборная площадь составляла 1220 км² (тогда Мяла была притоком Вувы).
Населённых пунктов на Вуве нет. В устье реки находится вахтовый посёлок Вува, а в среднем течении расположена одноимённая база отдыха. Западная часть реки, от устья до места, где в неё вливается река Берёзовая, является естественной южной границей Вувского заказника, а остальная часть реки находится на территории Лапландского заповедника.
Притоки Вувы (от устья)
← Нялозёрская
← Берёзовая
→ Суадыш
← Ватсуой